# Ernest Wallmüller

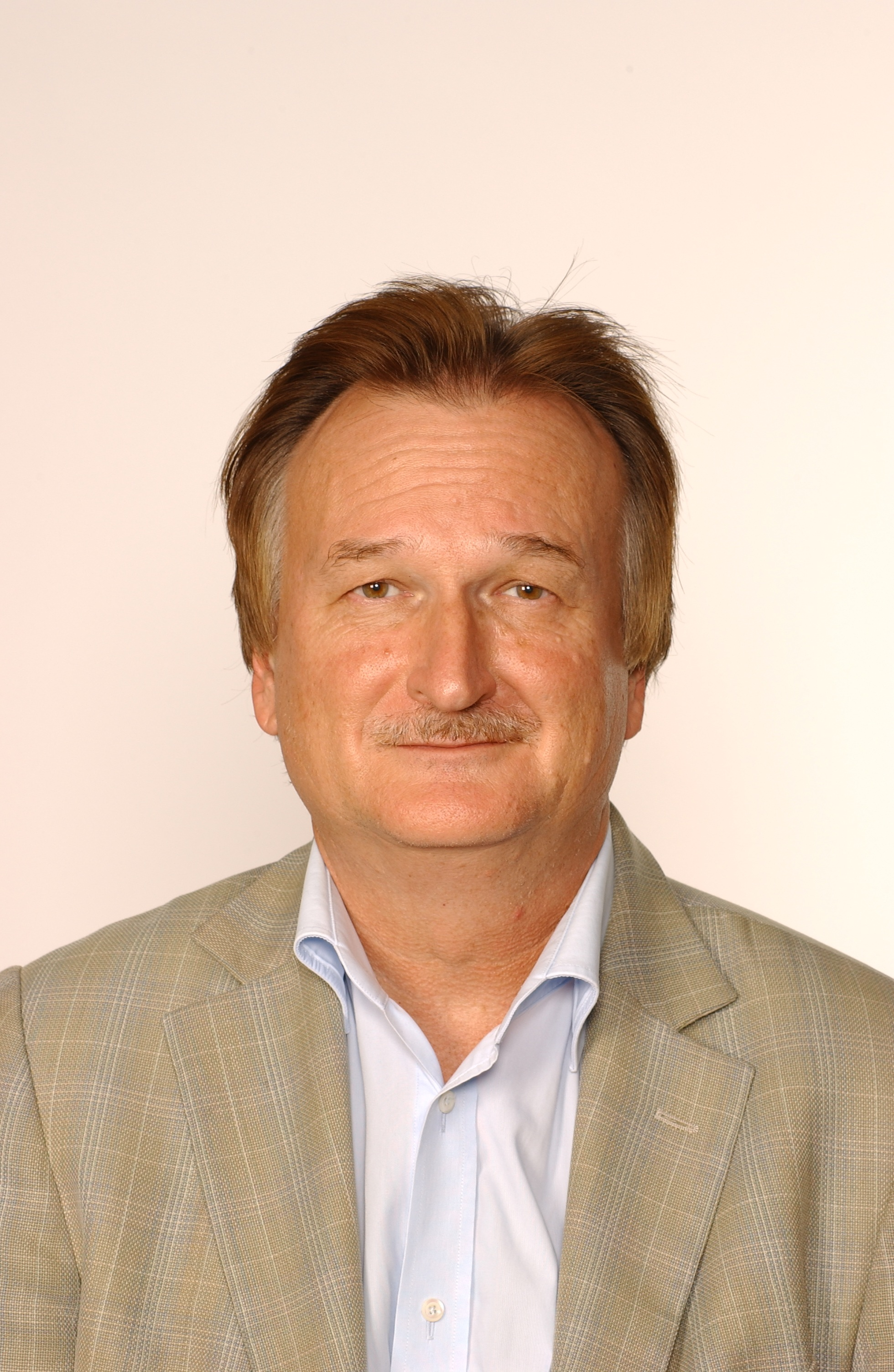
Ernest Wallmüller

Ernest Wallmüller (* 22. November 1953 in Linz, Österreich) ist ein österreichischer Informatiker und Software-Quality-Manager.

## Leben
Ernest Wallmüller studierte an der Johannes Kepler Universität in Linz Informatik und Rechentechnik und wurde dort 1983 zum Doktor der technischen Wissenschaften promoviert. 1995 habilitierte er sich im Fach Wirtschaftsinformatik.
Er war mehrere Jahre Leiter von Forschungs- und Entwicklungsprojekten im Bereich Software Engineering (CASE, Prototyping) an der J. Kepler Universität in Linz und Oberassistent an der ETH Zürich. Von 1987 bis 1989 war er als Manager einer Gruppe "Software Engineering und Qualitätssicherung" in der  SBG Zürich tätig. Er leitete dort Projekte zum Aufbau einer Software Engineering Umgebung und führte Projektaudits sowie Qualitäts- und Produktivitätsverbesserungsprojekte für den Informatikbereich durch und implementierte auch Metrikprogramme. Danach war er 6 Jahre für ATAG Ernst & Young in der Schweiz, Österreich, Deutschland und England tätig. Von 1995 bis 1997 war er Mitglied der erweiterten Geschäftsleitung und leitete den Bereich Project Quality Office und Qualitätssysteme der UNISYS (Schweiz) AG in Thalwil/Schweiz. 1997 gründete er Qualität & Informatik. Er ist unter anderem an verschiedenen Universitäten und Fachhochschulen als Lektor tätig.

## Arbeitsschwerpunkte
Wallmüller befasste sich während seiner akademischen Laufbahn mit Fragen der Design- und Code-Qualität, implementierte Metrikprogramme und entwickelte mit Kollegen ein Softwareentwurfsverfahren unter dem Namen LITOS. Insbesondere führte er empirische Studien durch um den Zusammenhang zwischen Prozessen, Technologie und Mitarbeitern zu klären. Forschungsmethodisch verfolgte er einen Ansatz der auf Analyse und Vergleich von empirisch gewonnenen Erkenntnissen beruht. Im Fachbereich Wirtschaftsinformatik beschäftigt er sich hauptsächlich mit den Themen Prozess-Engineering, Software Quality Engineering, Mess- und Analyseprogramme, Projekt- und Programm-Risikomanagement sowie Success Driver Analysis.
In seiner Industrie- und Wirtschaftstätigkeit beschäftigte er sich mit Prozess- und Qualitätssystemen für IT- und Software-Organisationen, Qualitätsprozessen in Projekten und Programmen, Reifegradsteigerung von Software-Projekten und -Organisationen sowie mit Risikomanagement-Verfahren und -Systemen in IT- und softwarelastigen Organisationen. Seit 2010 ist er im Advisory Board des internationalen Standardisierungsprojekts Enterprise SPICE tätig.

## Schriften
als Herausgeber
- Software Quality Engineering. Hanser Verlag, 2011, ISBN 978-3-446-40405-2.
- Ganzheitliches Qualitätsmanagement in der Informationsverarbeitung. Hanser-Verlag, 1994, ISBN 3-446-17101-0.
- Software-Qualitätsmanagement in der Praxis. Hanser-Verlag, 2001, ISBN 978-3-446-21367-8.
- Risikomanagement für IT- und Software-Projekte. Hanser-Verlag, 2004, ISBN 978-3-446-22430-8.
- SPI - Software Process Improvement mit CMMI, PSP/TSP und ISO 15504. Hanser-Verlag, 2007, ISBN 978-3-446-40492-2.
- Software Quality Assurance - A practical approach. Prentice-Hall, 1994, ISBN 978-0-13-819780-3.
- Ralf Kneuper, Ernest Wallmüller (Hrsg.): CMMI in der Praxis: Fallstudien zur Verbesserung der Entwicklungsprozesse mit CMMI.  Dpunkt-Verlag, 2009, ISBN 978-3-89864-571-3.